# Lewyj Bierieg
Lewyj Bierieg (ros. Левый Берег) – wieś (ros. seło) w południowo-wschodniej Rosji, terytorialnie i administracyjnie należąca do rejonu archarinskiego, w obwodzie amurskim. 
Według danych ze spisu z 2016 roku wieś zamieszkiwał 1 mieszkaniec. 